# Напарник (фильм, 2017)
«Напарник» — российский комедийный фильм режиссёра Александра Андрющенко, премьера которого состоялась 14 сентября 2017 года.
Этот фильм стал первым в истории отечественного кинематографа, где была применена технология захвата движения, благодаря которой удалось создать компьютерную модель персонажа, состоящую из живого актёра Александра Петрова, а также голоса и мимики Сергея Гармаша.

## Сюжет
Действие фильма разворачивается в городе Владивосток. Майор Игорь Леонидович Хромов (Сергей Гармаш), отсидевший срок, едет на спецзадание в город, чтобы ликвидировать главаря китайских «триад» — Дракона. По пути он заглядывает к гадалке, и после грубого разговора с ней последняя грозится наслать на Хромова проклятье, однако тот не верит этому. В итоге проклятие всё же срабатывает: Хромов получает шальную пулю, и его душа переносится в тело ребёнка, мамой которого является Катя (Лиза Арзамасова) (с ней Хромов разговаривал в начале фильма). Чтобы вернуть себе тело, Хромов понимает, что должен совершить операцию до конца, взяв в «напарники» отца ребёнка, Олега. Первым делом они берут в плен девушку Дракона. Получив адрес его убежища, они идут на танкер (где происходит сходка бандитов), и казалось, они бы поймали с поличным Дракона, но всё пошло прахом: Дракон, оказывается, никакой не преступник, а всего лишь артист, который всё время играл главаря ради хорошего заработка.
До конца остаётся неясно, кто же на самом деле Дракон. Используя последнюю попытку — телефон Дракона, Хромов и Олег едут на его поиски, и попадают в аварию, якобы подстроенную Драконом. Наутро они просыпаются уже в заброшенном здании. В конце концов появляется бывшая невеста Хромова, Люда, которая и раскрывает весь сыр-бор: Дракона не существует, он был выдуман Людой ради мести, ведь 20 лет назад майор бросил свою возлюбленную прямо на свадьбе. После этого она стреляет себе в ногу и заставляет Олега взять пистолет, чтобы выставить его Драконом. Появляется полиция, и Олег с Хромовым вынуждены бежать.
Они угоняют машину, и Хромов садится за руль, а Олегу даёт возможность нажимать на газ. Прибыв в больницу, майор и ребёнок меняются обратно телами, и Хромов просыпается уже в больнице. Фильм заканчивается тем, что Хромов и Олег становятся настоящими напарниками, а Ваня несколько секунд смотрит на них, а потом отворачивается и произносит фразу: «Ядрёный корень».

## В ролях
- Сергей Гармаш — Игорь Леонидович Хромов, майор полиции
- Александр Петров — Игорь Леонидович Хромов в теле младенца (захват движения)
- Андрей Назимов — Олег Лейкин, офицер (старший лейтенант) экологической полиции
- Елизавета Арзамасова — Катя, жена Олега Лейкина, психолог
- Ксения Лаврова-Глинка — Люда (Людмила Петровна), бывшая возлюбленная Хромова, она же Дракон
- Ян Цапник — Лунтик, актёр, лже-Дракон
- Яна Кошкина — Анжела
- Андрей Золотарёв — репортёр
- Павел Ворожцов — патрульный
- Сергей Белов — патрульный
- Сахат Дурсунов — авторитет
- Евгений Коряковский — авторитет
- Юнчен Жуань — переводчик
- Ян Гэ — гадалка
- Филипп Яицкий — главарь хулиганов
- Дмитрий Артаев — авторитет
- Дмитрий Ким — китайский киллер-водитель

## Съёмки
Съёмки фильма проходили во Владивостоке и частично в Москве.

## Критика
Фильм получил смешанные оценки кинокритиков.